# Rashidi Kawawa

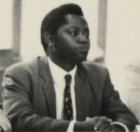
Rashidi Kawawa.

Rashidi Mfaume Kawawa (nacido el 27 de mayo de 1926 - 31 de diciembre de 2009) fue el primer ministro de Tanzania de 1972 a 1977 por el partido Chama cha Mapinduzi. Fue precedido por Julius Nyerere y su sucesor fue Edward Moring Sokoine.
Kawawa fue un fuerte defensor del estatismo de la economía. Kawawa mantiene, tras "bambalinas" una fuerte influencia en el proceso político de Tanzania.
Kawawa murió el 31 de diciembre de 2009 a la edad de 83 años.
| Predecesor: Julius Nyerere | Primer ministro de Tanzania 1972 – 1977 | Sucesor: Edward Moringe Sokoine |

- Datos: Q1397927
- Multimedia: Rashidi Kawawa / Q1397927